# 6768 Mathiasbraun
A 6768 Mathiasbraun (ideiglenes jelöléssel 1983 RY) a Naprendszer kisbolygóövében található aszteroida. Antonín Mrkos fedezte fel 1983. szeptember 7-én.